# Ageltruda
Ageltruda (Ageltrude; Agiltruda; o. 860. — 27. kolovoza 923.) bila je rimska carica i talijanska kraljica koja je djelovala kao regent. Za srednji vijek moćna žena, Ageltruda je bila dijete princa Adelchija I., koji je bio knez Beneventa. Ageltrudina majka je bila Adeltruda.
Gvido (Guy) od Spoleta oženio je Ageltrudu u vrijeme kada je bio vojvoda i markgrof; Ageltrudin se društveni status „povisio“ jer je Gvido/Vido postao kraljem Italije. Gvido je okrunjen za cara Svetoga Rimskoga Carstva 891. godine – Ageltruda je postala rimska carica. Sin para bijaše Lambert, koji je bio tek dječak 894., kada je Gvido umro, što je Ageltrudu učinilo regenticom. Lambert, u dobi od 14 godina, zajedno s majkom, otišao je u Rim kako bi tadašnji papa „potvrdio“ carski naslov. Lambert i njegova majka pobjegoše iz Rima 896., u strahu od karolinškog nasljednika Arnulfa, premda se sreća osmjehnula Ageltrudi nakon papine smrti.
Poslije smrti svoga sina, Ageltruda se posvetila religiji.